# Rejon popasniański
Rejon popasniański – jednostka administracyjna w składzie obwodu ługańskiego Ukrainy.
Powstał w 1923 (został formalnie zlikwidowany w roku 2020, a większość jego terytorium weszło w skład nowo utworzonego rejonu siewierodonieckiego). Miał powierzchnię 1300 km² i liczył około 51 tysięcy mieszkańców. Siedzibą władz rejonu była Popasna.
W skład rejonu wchodziły 1 miejska rada, 7 osiedlowych rad oraz 3 silskie rady, obejmujące w sumie 17 wsi i 10 osad.